# 牺牲救国同盟会
牺牲救国同盟会（简称牺盟会）是在国共合作抗日的背景下，中国共产党和山西省统治者阎锡山合作发起的山西省抗日救亡组织。

## 历史
1936年5月，东渡黄河东征的中国工农红军回师陕北后，毛泽东即在5月25日致函阎锡山，建议成立“共同战线”合作抗日。红军回师陕北后，中共曾派出民主人士朱蕴山到太原向阎锡山疏通。1936年秋初，中共又派中共中央联络代表彭雪枫到太原争取阎锡山支持。1936年8月，日军进攻绥东、威胁晋北，阎锡山乃开始同中共中央代表秘密接触。在此形势下，阎锡山提出“收复失地固非当时之力所能胜，而守土抗战则为军人应尽之天职”，开始强调“守土抗战”。
1936年春，阎锡山将青年救国团、建设救国社等团体合并组成自强救国同志会，会长为阎锡山，副会长为赵戴文（山西省政府主席），高级委员有冯司直（山西省立国民师范学校校长）、樊象离（山西省建设厅厅长）、邱仰濬（山西省民政厅厅长）、王怀明（绥署军法处处长）、王平（山西省财政厅厅长）、李冠洋（绥署参事），总干事是梁敦厚（绥署秘书）。
根据宋劭文的回忆，约1936年5月，阎锡山在一次各团体参加的干部会议上提出了成立一个抗日组织的设想，责成梁敦厚负责筹划。梁敦厚领命以后，让自强救国同志会中的左派青年宋时昌（宋劭文）、张隽轩、张文昂、戎伍胜（戎子和）、刘玉衡等人提出具体方案。宋劭文（中共党员，单线联系的上级领导为刘子超）根据中共的指示，提出成立山西各界抗日救国同盟会，并根据中共中央瓦窑堡会议精神起草了八条纲领。几天后，在阎锡山召开的一次干部会议上，宋劭文向阎锡山正式提出成立山西各界抗日救国同盟会。由於当时太原还设有日本特务机关，阎锡山说：“抗日救国是中共的口号，不能用。这样对日本人刺激太大，会惹出祸来，日本人就要进攻我们了。我们主张守土抗战，牺牲救国。就把‘抗日救国同盟会’改为‘牺牲救国同盟会’好了。”八条纲领经梁敦厚同意后，阎锡山默认。
1936年7月，自强救国同志会组织“山西青年暑期健身团”，人员为自强救国同志会各委员会委员、干事、会员，约六、七百人，受训一个月。山西青年暑期健身团结束后，1936年8月，阎锡山成立军政训练委员会，训练山西省主张公道团县、区、村团长。在阎锡山的授意下，由其亲信、姨表侄梁化之出面召集正在开展主张公道团农村人员训练工作的杜任之（时任山西省绥靖公署秘书，中共地下党员）等人，并吸收社会各团体、各界人士200余人，在山西筹备每年一度的九一八事变5周年纪念活动时，牺盟会筹备会在太原市召开宣传大会；参加大会的除牺盟会会员，还有工人、学生、商人、市民、各界人士达一万余人，声势浩大。
1936年9月，开始起草牺牲救国同盟会《成立宣言》、《工作纲领》等文件。1936年（民国二十五年）9月28日，牺牲救国同盟会在山西省政府备案。1936年10月13日，《太原日报》发表报道《发起组织“牺牲救国同盟会”》，其中报道：“山西省主张公道团农村干部人员，于‘九一八’五周年纪念时，鉴于国事日非，亟应设法挽救，兹为铲除汉奸，武装抗敌、纪念国耻、牺牲救国起见，特发起组织‘牺牲救国同盟会’，联合各方筹备一切。并于前日下午一时，假国民师范学校大礼堂，召集工商妇女各界代表一百余人，举行了筹备大会，推选宋时昌为临时主席。宣布开会后，首由白玉堂报告筹备经过，继由主席报告该会宗旨，并推定筹备委员十五人，负责筹备。该会简章，业经筹备会加以修正，拟于本月十八日，在国民师范召开成立大会。全省各县村镇及各学校、各工厂之分会，均在筹备中。本省民众将于此项组织下，实行总动员，铲除汉奸，武装抗敌。”
1936年10月13日，《太原日报》发表报道《发起组织“牺牲救国同盟会”》，文中刊登了由刘岱峰起草的《牺牲救国同盟会简章》，其中称：“执行委员会，由会员代表大会推选执行委员二十七人，候补执行委员七人。”“常务委员会，由执行员会推选十一人组织之，处理本会日常事务。”1936年10月15日，《太原日报》发表《晋牺牲救国同盟会十八日成立》，文中刊登了牺牲救国同盟会《成立宣言》、《工作纲领》（由宋劭文起草）。
1936年10月14日，《太原日报》发表报道《牺牲救国同盟会筹委会昨天首次推定负责人员》，称：“牺牲救国同盟会筹备委员，业经选：宋时昌、牛佩琮、朱志翰、戎伍胜、王达三、牛青菴、杜任之、白玉堂、刘□、崔道修、杨贞吉、张隽轩、俞润、张效良、王十林等十五人，当于昨日下午四时，假公道团训练委员会，召开首次会议，由宋时昌主席，□行礼如仪。首由主席报告，继即对各项进行事宜，详加讨论，兹探其决议要案如次，一、筹委会，设总务、组织、宣传、交际等四股，总务由戎伍胜等四人负责，宣传由宋时昌等三人负责，组织由刘玉衡等四人负责，交际由杜任之等四人负责。二、推定专员分向各学校各工厂各商号各社会团体发动组织，一致铲除汉奸，武装抗敌。三、定十八日（星期日）上午八时，在海子边召开成立大会，并集合游行。”
但是，当时抗日战争尚未全面爆发，故阎锡山和日本尚未断绝关系，南京国民政府方面也未公开抗日。由于受到阻挠，牺牲救国同盟会的成立面临困难。1936年10月16日《太原日报》发表文章称：“本省各界发起牺牲救国同盟会，经过情形，迭志报端。昨日各报并将该会成立宣言及工作纲领披露，社会人士对此极为注目。记者特走访该筹备会负责人，探询究竟。据谈，本会现在尚未成立，所有宣言及工作纲领等，均未正式决定；外间所传宣言及工作纲领，系一二发起人之个人意见，未经会议通过；希将真相，公诸社会云云。”
据宋劭文回忆：“这个纲领一发表，阎锡山的一批高干（邱仰濬、王念文、王靖国、孙楚、薄右丞等人）就把阎锡山包围起来胡折腾，坚决不同意阎锡山这样做。赵戴文也抱怀疑态度。在当时两种主张极不相同的情况下，阎锡山就分头做双方的工作。……这样一来，顽固派的叫嚣也就暂时平息下来了。接着，阎锡山就找我们主张搞牺盟会的人说‘你们也不要锋芒毕露’，并用《三国演义》上曹操和刘备煮酒论英雄的故事来说服我们学刘备那样装傻。这样一来，筹办成立牺盟会的事，就暂时搁置起来了。”
本来牺牲救国同盟会预定在1936年10月18日在太原海子边的中山公园召开成立大会。但因压力而未采用“成立大会”的名义，采取了“宣传大会”的名义。1936年10月18日，牺牲救国同盟会在太原海子边的中山公园举行宣传大会，散发《大会告各界同胞书》，提出七条口号，重申要求打倒汉奸卖国贼，武装缉私，团结救亡，争中华民族独立与领土完整，反对外国军队进攻绥东等。大会还向全中国及海外同胞通电。牺盟会的成立遭到日本及蒋介石政府的干扰，刚成立还未开展工作便被迫停顿。
牺盟会成立前，1936年8月下旬，阎锡山派人到北平请薄一波来太原“共策保晋大业”。1936年9月下旬，中共中央北方局批准薄一波去太原。薄一波到太原后，经过和阎锡山协商，阎锡山决定派薄一波以太原绥靖公署主任办公室秘书之名义，任牺盟总会常务秘书，主持牺盟总会日常工作。薄一波向北方局汇报了上述协商结果。北方局同意了双方谈好的原则，10月下旬决定派杨献珍、董天知、韩钧、周仲英同薄一波从事公开工作的中共山西省工作委员会，以合法形式开展抗日救亡工作。薄一波和杨献珍、周仲英、韩钧、董天知等五人于10月下旬到达太原。1936年11月，薄一波等人接办牺盟会，从而使牺盟会开始实质运作。牺盟会实际成了中共山西省工作委员会领导下的抗日民族统一战线组织。1936年12月下旬，北方局又先后派王鹤峰、傅雨田、李力果、侯振亚、刘有光、廖鲁言、冯基平、刘亚雄、顾永田、雷任民、谷景生、唐方雷、纪毓秀、吕调元等多人来到太原，进人“牺盟会”工作。与此同时还派山西籍的牛荫冠、梁寒冰、武新宇等回山西工作。上海党组织亦派梁膺庸、周子祯。张子亟、余寿康、何仰天（即李一质）到太原参加“牺盟会”。牺盟会人事安排也进行了调整, 阎锡山仍为会长, 但在7个常委中有6人是中共党员, 从而加强了党在组织上的实际领导。以薄一波为代表的所有共产党员的身份都是秘密的、不公开的, 他们互相之间“都不发生横向联系”。这些人不是中国共产党公开的正式代表, 而是以抗日救亡社会活动家的角色参加牺盟会的。张友渔指：阎锡山为维护其在山西的统治, 确定了两条用人方针:“一是聘请非党的马列主义学者, 给他讲马列主义；二是利用原来参加过共产党现在不是共产党员的叛徒, 帮他做群众工作和政治工作。”牺盟会开展工作不可能公开亮出共产党、八路军的旗帜, 也不可能公开打出统一战线的旗帜。阎锡山也从来没有承认牺盟会是他与共产党合作的“统一战线”。刘少奇讲：牺盟会是一种“很难捉摸的很特殊的民族统一战线”。
1937年7月七七事变发生，抗日战争全面爆发。1937年9月，牺盟会举行第一次全省代表大会，周恩来到会并发表演讲。大会通过了经过修改的《牺盟会纲领》，从而开始推行中共的全面抗战路线，大会还改组了牺盟总会的机构，在7位常务委员中，除梁敦厚外，其他6位均为中共党员；在17位执行委员中有13位是中共党员。总会下设各委员会主要负责人以及在山西省各地陆续成立的各中心区或者办事处的领导成员全部都是中共党员。1937年11月，日军攻占太原后，牺盟总会组织机构进行了调整，领导机构改为设立总负责人，工作机构设组织部、宣传部以及工人救国会、农民救国会、青年救国会、妇女救国会筹备组织。
牺盟会改组之后，在整个山西省改造旧政权、成立抗日民主政权，组织人民自卫武装，组建山西新军以协同八路军开辟抗日根据地，组织工人、农民、青年、妇女各抗日群众团体。1938年初，山西省总共105个县里有70个县的县长由牺盟会及山西青年抗敌决死队（简称“决死队”）的干部担任。山西新军50个团里有40个团由决死队及各地牺盟游击队组建。截至1939年底，牺盟会员已增加至89万余人。牺盟会还陆续办有13个训练机构，训练了来自全中国22个省、市的2万余名抗日干部。
1939年12月，在中共中央北方局及牺盟总会领导下，举行了晋东南牺盟第一次代表大会，大会选举出牺盟晋东南执委会委员25名、候补委员4名。
1939年12月的晋西事变（十二月事变）中，牺盟会大部分干部同反对中共的阎锡山部旧势力进行了斗争。1940年8月，牺盟会结束工作。晋东北的牺盟会因担负着抗敌后援会的任务，直至1942年夏才结束工作。

## 编制

### 总会
1937年初至1937年9月：
- 会长：阎锡山
- 常务委员：梁敦厚、薄一波、宋时昌、雷任民、冯基平、牛荫冠、傅雨田
- 组织训练委员会负责人：李力果、雷任民
- 宣传训练委员会负责人：宋时昌、裴丽生
- 抗敌救亡先锋队总队长：董天知→纪毓秀（女）
- 宣传部部长：凌则之
- 组织部部长：陈士平
- 训练部负责人：陈大东
- 学生工作委员会负责人：纪毓秀（女）→张玉麟
- 铁路工作委员会负责人：宋振寰
- 总务部负责人：戎伍胜
- 牺盟太原市委员会负责人：牛荫冠

1937年9月至1937年11月：
- 会长：阎锡山
- 常务委员：梁敦厚、薄一波、宋时昌、牛荫冠、傅雨田、雷任民、冯基平

1937年11月后：
- 总负责人：梁敦厚、薄一波、牛荫冠（主持工作）
- 组织部部长：李力果
- 组织部副部长：楼化蓬、李涛、纪毓秀（女）、吕调元
- 宣传部部长：黄介
- 宣传部副部长：张力之、石磊、白天
- 工人救国会筹备组负责人：王永和、赵华清、徐宏文
- 农民救国会筹备组负责人：李蒙
- 青年救国会筹备组负责人：史立言
- 妇女救国会筹备组负责人：姜宝箴（女）、赵辉（女）

### 下属组织
- 大同中心区（1937年6月—9月） 
  - 秘书：吕调元（1937年6月—9月）
- 平定中心区—辽县中心区（1937年8月—1938年5月）
  - 秘书：何公轸（1937年8月—9月）
  - 秘书：王书良（1937年9月—1938年5月）
- 晋城中心区—长治中心区（1937年8月—1938年9月；1939年6月—1940年5月）
  - 秘书：王耿人（1937年8月—12月）
  - 秘书：傅雨田（1937年12月—1938年1月）
  - 秘书：廖鲁言（1938年1月—5月）
  - 秘书：王兴让（1938年6月—9月；1939年6月—1940年5月）
- 运城中心区（1937年8月—1938年2月）
  - 秘书：张玉麟（1937年8月—9月）
  - 秘书：李涛（1937年10月—11月）
  - 王宿人（1937年11月—1938年2月）
- 五台中心区（1937年7月—1942年夏） 
  - 秘书：于寿康（1937年7月—1938年11月）
  - 秘书：戴新民（女，1938年11月—1939年3月）
  - 秘书：陈一凡（1939年3月—1939年冬）
  - 秘书：李希庚（1939年冬—1942年夏）
  - 五台中心区雁北办事处（1939年5月—1942年夏）主任：陆济（1939年5月—1942年夏）
- 岢岚（晋西北）中心区（1937年11月—1940年6月） 
  - 秘书：张效中（1937年11月—1938年1月或2月）
  - 秘书：张国声（1938年1月或2月—1939年6月）
  - 秘书：王法成（1939年7月—12月）
  - 秘书：孔繁珠（1940年1月—6月）
- 临县中心区（1938年1月或2月—1940年6月）
  - 秘书：苏谦益（1938年1月或2月—1939年7月）
  - 秘书：于丕锋（1939年7月—1940年5月）
- 沁县中心区（1938年6月—9月；1939年6月—1941年2月）
  - 秘书：侯振亚（1938年6月—9月）
  - 秘书：王书良（1939年6月—1941年2月）
  - 路东办事处主任：陈大东（1939年10月—1941年2月）
- 上党中心区（1938年9月—1939年6月）
  - 秘书：侯振亚（1938年9月—1939年6月）
- 洪赵中心区（1937年9月—1939年12月）
  - 秘书：董天知（1937年9月—10月）
  - 秘书：楼化蓬（1937年10月—1939年4月）
  - 秘书：阎秀峰（1939年4月—12月）
  - 洪赵中心区河东办事处主任：裴丽生（1938年2月—1939年3月）
- 曲沃中心区—翼城中心区—夏县中心区（1937年9月—1940年）
  - 曲沃区秘书：薄怀奇（1937年6月—1938年5月）
  - 翼城区秘书：王竟成（女，1938年5月—1939年夏）
  - 夏县区秘书：王竟成（女，1939年夏—1940年）
  - 翼城办事处主任：王幸波
  - 夏县办事处主任：冯彦俊
  - 条西办事处主任：赵乃康
  - 条东办事处主任：刘福民→震仲彦→王幸波
- 太原中心区（1938年4月—1940年5月）
  - 秘书：金少英（1938年4月—1939年6月）
  - 秘书：米建书（1939年7月—1940年5月）
- 乡宁中心区（1938年夏—1940年1月或2月）
  - 秘书：岳维藩（1938年夏—1939年12月）
  - 秘书：刘舒侠（1938年夏—1939年12月）
- 晋绥边工作委员会（1938年夏—1940年1月）
  - 秘书：武养民（1938年7月—8月）
  - 秘书：屈健（1938年9月—1940年1月）
- 晋西北办事处（1939年7月—1940年6月）
  - 主任：张国声（1939年7月—1940年6月）
- 晋东南办事处（1939年6—1940年5月）
  - 主任：侯振亚→袁致和→刘亚雄（女）
- 晋中办事处（1938年—？）
  - 主任：张兴业→白俊卿
- 绥远省牺牲救国同盟会（1937年3月—10月）
  - 主任：贾润芝（1937年3月—？）
  - 组织：武达平（1937年3月—？）
  - 宣传：章叶频[1]